# Espacium
Espacium es el sexto álbum de Dorso.

## Lista de temas
- 1. Horas Sobre Tentaculón
- 2. Bosques
- 3. Cadaveria
- 4. Vortex
- 5. Lapsus
- 6. Hielum
- 7. Revelación en la Nebulosa
- 8. Gran Ameba
- 9. En las Puertas del Planeta Púrpura
- 10. Trovador en la Luna
- 11. Il Maniaco

### Bonustracks
- 12. El Huésped
- 13. Sangre Eterna

## Line-up
- Rodrigo Cuadra – Voz, bajo
- Álvaro Soms – Guitarra líder
- Gamal Eltit – Guitarra rítmica
- Fran Muñoz – Batería

- Datos: Q5398693